# Brisa (Getränk)

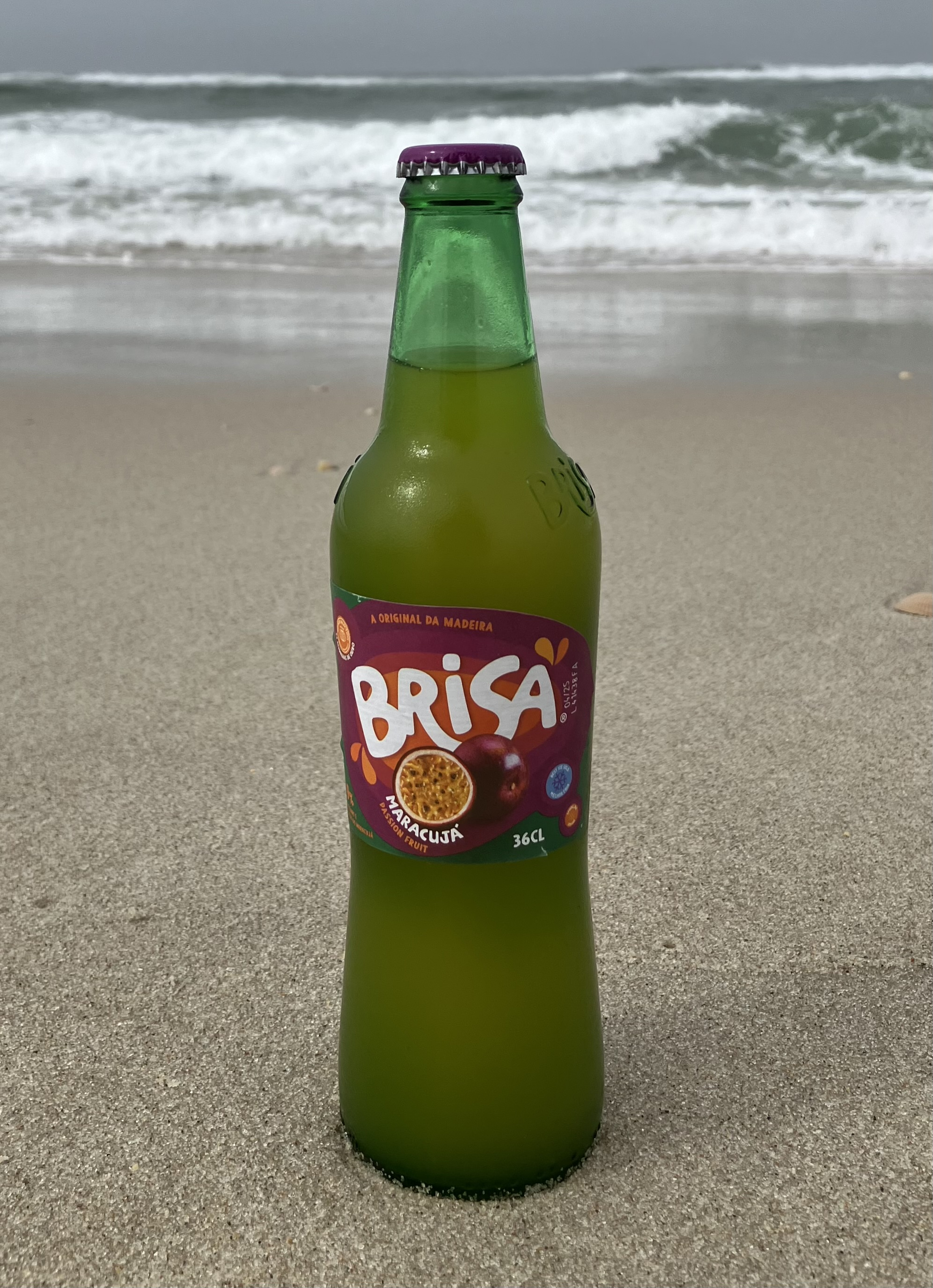
Brisa Maracujá

Brisa ist der Markenname verschiedener Erfrischungsgetränke, die von der madeirensischen Brauerei Empresa de Cervejas da Madeira hergestellt und vertrieben werden. Brisa wird hauptsächlich auf Madeira in Bars, Restaurants und Supermärkten verkauft, ist mittlerweile aber auch auf dem portugiesischen Festland erhältlich.

## Geschichte
Die Brauerei Empresa de Cervejas da Madeira wurde bereits im Jahr 1872 auf Madeira gegründet. Erst knapp 100 Jahre später, im Jahr 1969, folgte die Markteinführung der Marke Brisa in den Geschmacksrichtungen Orange, Limonade, Ginger Ale und Tonic Water, welche damals jeweils in 0,20-Liter-Mehrwegflaschen vertrieben wurden. Bereits ein Jahr später kam die Sorte Brisa Maracujá auf den Markt, die bis heute zu den bekanntesten Getränkesorten der Insel gehört.
Im Laufe der Jahre wechselten die verfügbaren Geschmacksrichtungen mehrfach, und mit der Einführung von PET-Flaschen und Dosen kamen weitere Verpackungsgrößen hinzu. Anfang der 2000er-Jahre wurde zeitweise auch eine eigene Brisa Cola-Sorte vertrieben.
Ursprünglich waren die Brisa-Produkte ausschließlich auf der Insel Madeira erhältlich, mittlerweile sind sie jedoch auch auf dem portugiesischen Festland weit verbreitet.

## Aktuelle Geschmacksrichtungen
Kohlensäurehaltige Erfrischungsgetränke:
- Brisa Maracujá (Passionsfrucht)
- Brisa Maçã (Apfel)
- Brisa Laranja (Orange)
- Brisa Ananás (Ananas)
- Laranjada (Orange)

Stille Fruchtsaftlimonaden:
- Brisol Maracujá (Passionsfrucht)
- Brisol Trópico (Orange, Passionsfrucht und Mango)

## Galerie

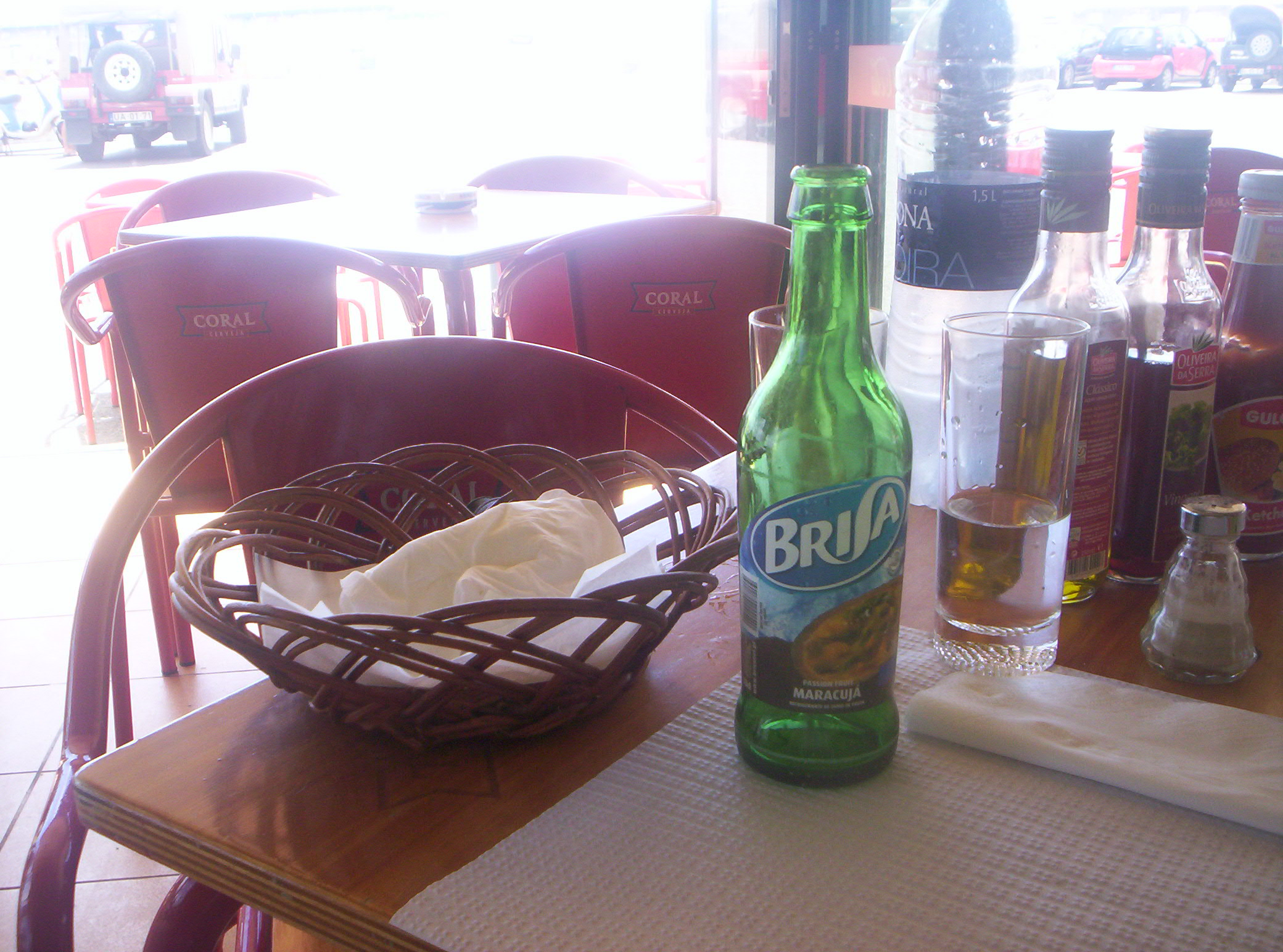
Brisa Maracujá (2009)
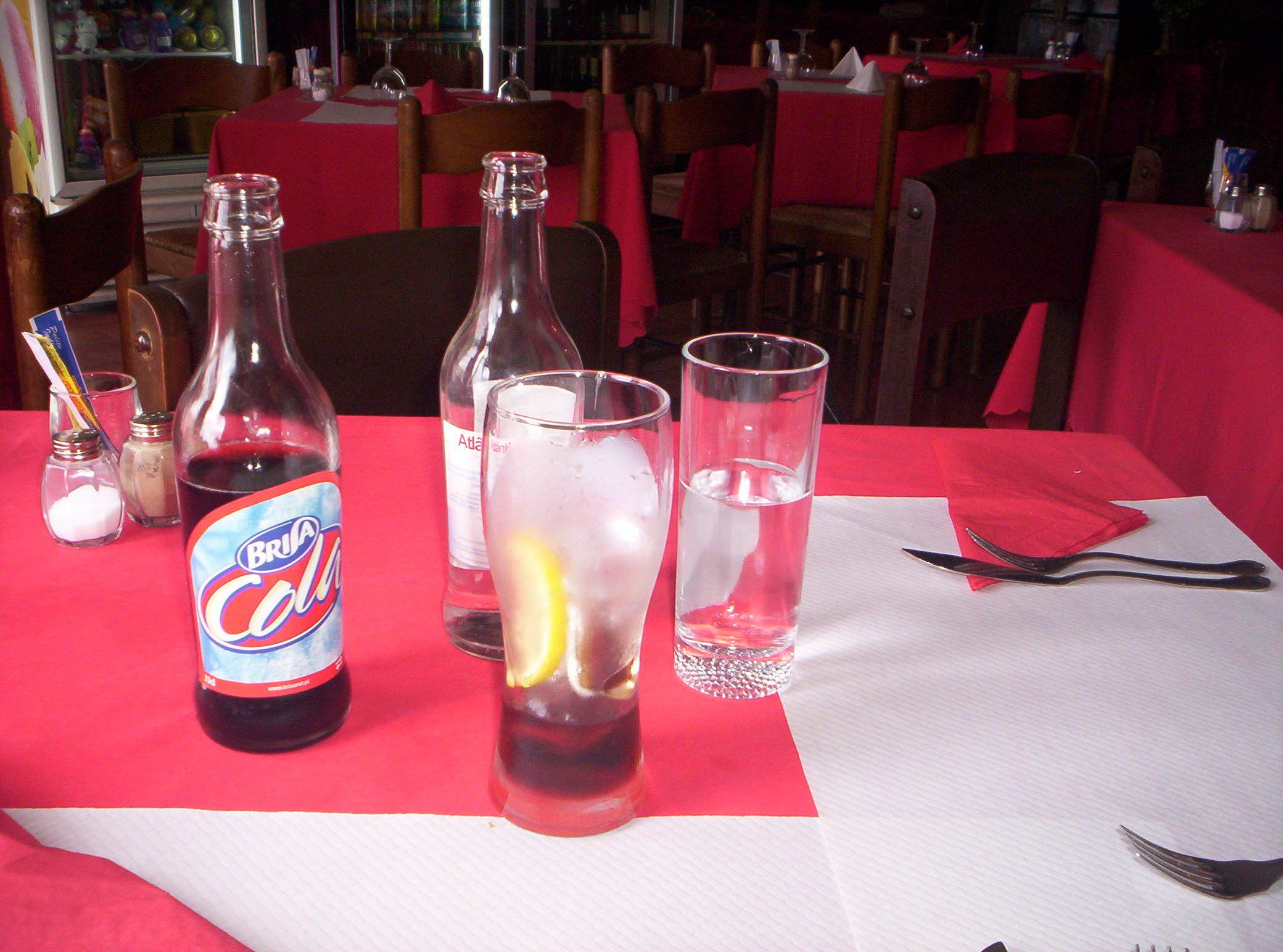
Brisa Cola (2009)
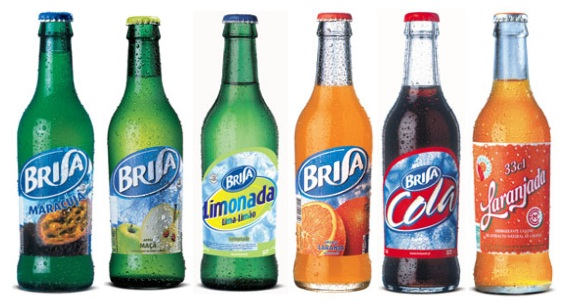
Brisa-Sortiment (2011)
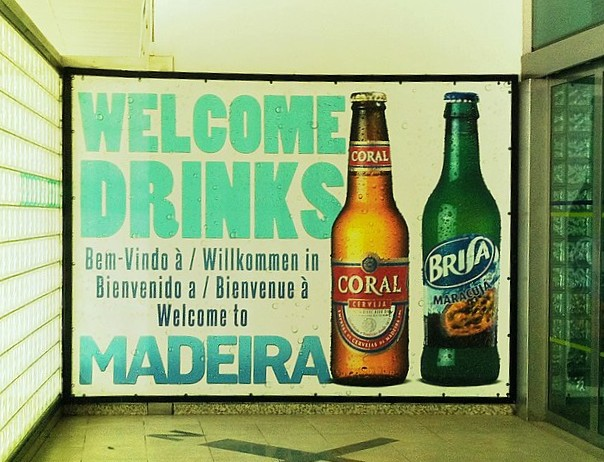
Werbung am Flughafen von Madeira (2012)
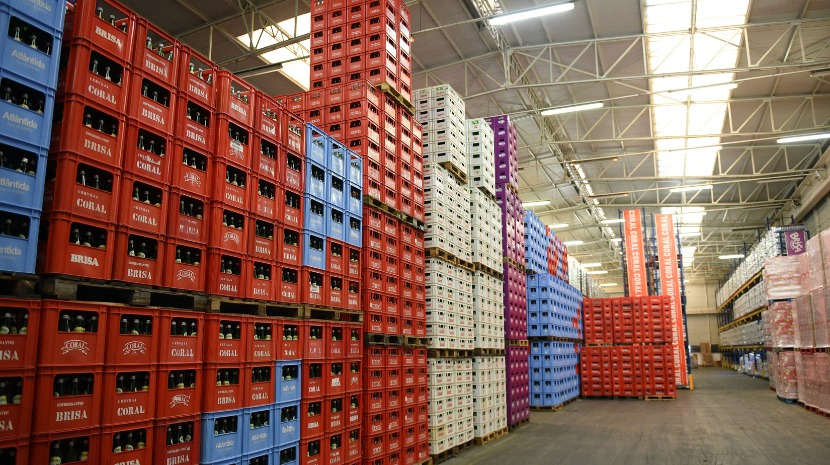
Brisa-Getränkekisten in der Brauerei (2021)
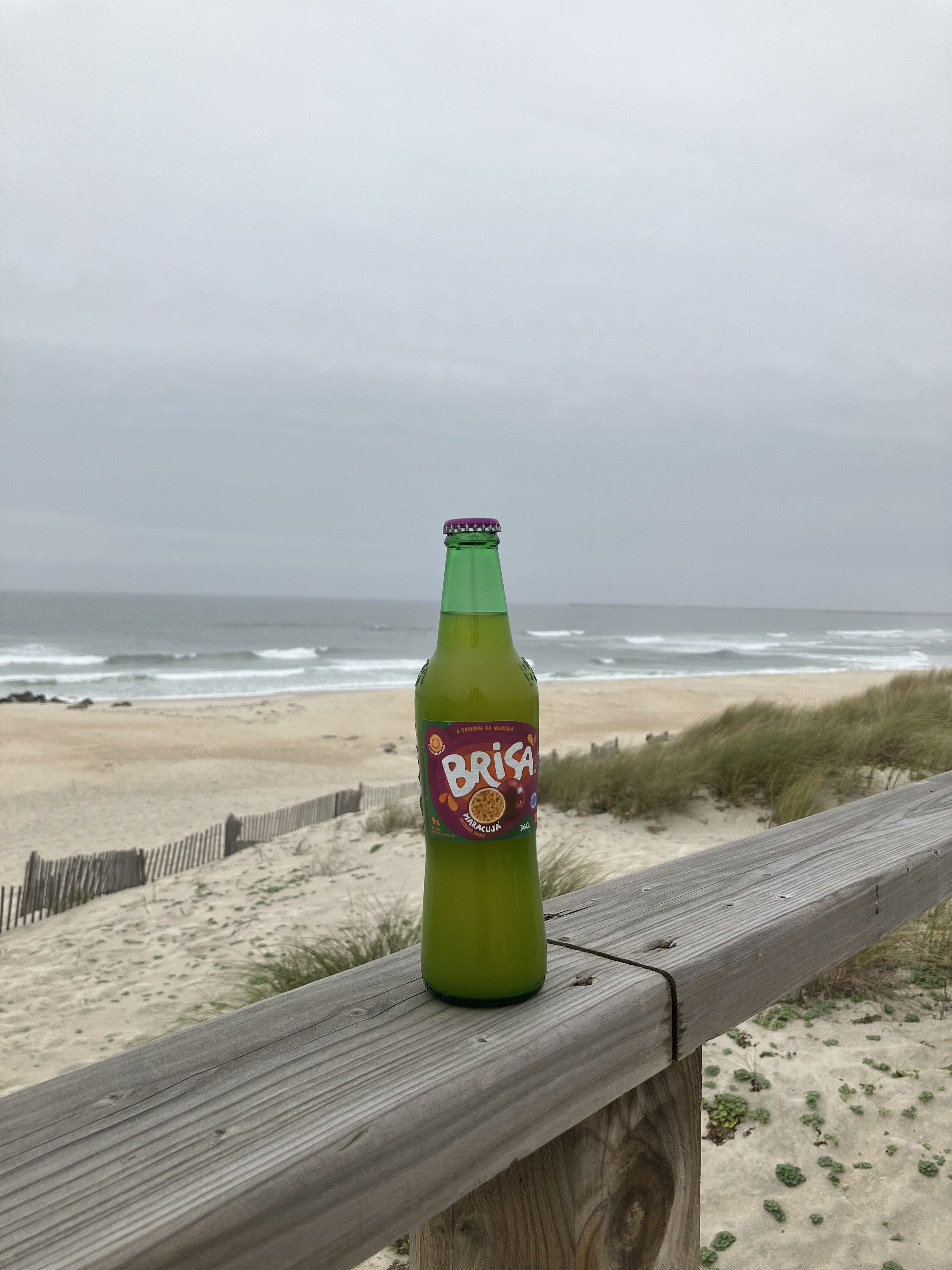
Brisa Maracujá (2024)